# Tour d'Italie 1986
La 69e édition du Tour d'Italie s'est élancée de Palerme le 12 mai 1986 et est arrivée à Merano le 2 juin. Long de 3 865,6 kilomètres, ce Giro est remporté par l'Italien Roberto Visentini,.

## Équipes participantes
| N.    | Code | Équipe                        |
| ----- | ---- | ----------------------------- |
| 1-9   | ATA  | Atala-Ofmega                  |
| 11-19 | ECO  | Ecoflam-Jollyscarpe-BFB Bruc. |
| 21-29 | CAR  | Carrera-Vagabond              |
| 31-39 | ARI  | Ariostea-Gres                 |
| 41-49 | DEL  | Del Tongo-Colnago             |
| 51-59 | DRO  | Dromedario-Laminox-Fibok      |
| 61-69 | FAG  | Fagor                         |
| 71-79 | CIL  | Cilo-Aufina-Gemeaz Cusin      |
| 81-89 | GIS  | Gis Gelati-Oece               |
| 91-99 | LVC  | La Vie Claire-Wonder-Radar    |

| N.      | Code | Équipe                        |
| ------- | ---- | ----------------------------- |
| 101-109 | MAG  | Magniflex-Centroscarpa        |
| 111-119 | MAL  | Malvor-Bottecchia-Vaporella   |
| 121-129 | MUR  | Murella-Fanini                |
| 131-139 | PAN  | Panasonic                     |
| 141-149 | SAM  | Sammontana-Bianchi            |
| 151-159 | SAN  | Santini-Cierre                |
| 161-169 | SKA  | Skala-Skil                    |
| 171-179 | BRI  | Supermercati Brianzoli-Essebi |
| 181-189 | VIN  | Vini Ricordi-Pinarello        |

## Étapes
| Étape     | Date     | Villes étapes                   | km       | Vainqueur d'étape        | Leader du classement général |
| Prologue  | 12 mai   | Palerme                         | 1        | Urs Freuler              | Urs Freuler                  |
| 1re étape | 12 mai   | Palerme - Sciacca               | 140      | Sergio Santimaria        | Sergio Santimaria            |
| 2e étape  | 13 mai   | Sciacca - Catane                | 259      | Jean-Paul van Poppel     | Jean-Paul van Poppel         |
| 3e étape  | 14 mai   | Catane - Taormine               | 50 (CLM) | Del Tongo                | Giuseppe Saronni             |
| 4e étape  | 15 mai   | Villa San Giovanni - Nicotera   | 115      | Gianbattista Baronchelli | Gianbattista Baronchelli     |
| 5e étape  | 16 mai   | Nicotera - Cosenza              | 194      | Greg LeMond              | Gianbattista Baronchelli     |
| 6e étape  | 17 mai   | Cosenza - Potenza               | 251      | Roberto Visentini        | Giuseppe Saronni             |
| 7e étape  | 18 mai   | Potenza - Baia Domizia          | 257      | Guido Bontempi           | Giuseppe Saronni             |
| 8e étape  | 19 mai   | Cellole - Avezzano              | 160      | Franco Chioccioli        | Giuseppe Saronni             |
| 9e étape  | 20 mai   | Avezzano - Rieti                | 172      | Acácio da Silva          | Giuseppe Saronni             |
| 10e étape | 21 mai   | Rieti - Pesaro                  | 235      | Guido Bontempi           | Giuseppe Saronni             |
| 11e étape | 22 mai   | Pesaro - Castiglione del Lago   | 207      | Guido Bontempi           | Giuseppe Saronni             |
| 12e étape | 23 mai   | Sinalunga - Sienne              | 46 (CLM) | Lech Piasecki            | Giuseppe Saronni             |
| 13e étape | 24 mai   | Sienne - Sarzana                | 175      | Jean-Paul van Poppel     | Giuseppe Saronni             |
| 14e étape | 25 mai   | Savona - Sauze d'Oulx           | 236      | Martin Earley            | Giuseppe Saronni             |
| 15e étape | 26 mai   | Sauze d'Oulx - Erba             | 260      | Dag Erik Pedersen        | Giuseppe Saronni             |
| 16e étape | 27 mai   | Erba - Foppolo                  | 143      | Pedro Muñoz              | Roberto Visentini            |
| 17e étape | 28 mai   | Foppolo - Piacenza              | 196      | Guido Bontempi           | Roberto Visentini            |
| 18e étape | 29 mai   | Piacenza – Crémone              | 36 (CLM) | Francesco Moser          | Roberto Visentini            |
| 19e étape | 30 mai   | Crémone - Péjo Terme            | 211      | Johan van der Velde      | Roberto Visentini            |
| 20e étape | 31 mai   | Péjo Terme - Bassano del Grappa | 179      | Guido Bontempi           | Roberto Visentini            |
| 21e étape | 1er juin | Bassano del Grappa - Bolzano    | 234      | Acácio da Silva          | Roberto Visentini            |
| 22e étape | 2 juin   | Merano – Merano                 | 108,6    | Eric Van Lancker         | Roberto Visentini            |

## Classements finals

### Classement général final
| \| Classement général \| Classement général \| Classement général \| Classement général \| Classement général \| \| Coureur \| Coureur \| Pays \| Équipe \| Temps \| \| ------------------ \| -------------------- \| ----------------------------------------------- \| ------------------------------------------- \| ------------------ \| \| 1er \| Roberto Visentini \| Italie \| Carrera-Inoxpran \| 102 h 33 min 55 s \| \| 2e \| Giuseppe Saronni \| Italie \| Del Tongo-Colnago \| + 1 min 02 s \| \| 3e \| Francesco Moser \| Italie \| Supermercati Brianzoli-Essebi \| + 2 min 14 s \| \| 4e \| Greg LeMond \| États-Unis \| La Vie claire-Radar \| + 2 min 26 s \| \| 5e \| Claudio Corti \| Italie \| Supermercati Brianzoli-Essebi \| + 4 min 49 s \| \| 6e \| Franco Chioccioli \| Italie \| Ecoflam-Jollyscarpe-BFB Bruciatori-Alfa Lum \| + 6 min 58 s \| \| 7e \| Acácio da Silva \| Portugal \| Malvor-Bottecchia \| + 7 min 12 s \| \| 8e \| Marco Giovannetti \| Italie \| Gis Gelati-Oece \| + 8 min 03 s \| \| 9e \| Niki Rüttimann \| Suisse \| La Vie claire-Radar \| + 9 min 15 s \| \| 10e \| Pedro Muñoz \| Espagne \| Fagor \| + 11 min 58 s \| \| 11e \| Alfio Vandi \| Italie \| Ariostea-Gres \| + 12 min 40 s \| \| 12e \| Alessandro Paganessi \| Italie \| Sammontana-Bianchi \| + 13 min 34 s \| \| 13e \| Stefano Colagè \| Italie \| Dromedario-Laminox-Fibok \| + 15 min 21 s \| \| 14e \| Eric Van Lancker \| Belgique \| Panasonic-Merckx-Agu \| + 17 min 52 s \| \| 15e \| Jesper Worre \| Danemark \| Santini-Cierre \| + 18 min 37 s \| \| 16e \| Johan van der Velde \| Pays-Bas \| Panasonic-Merckx-Agu \| + 24 min 03 s \| \| 17e \| Michael Wilson \| Australie \| Ecoflam-Jollyscarpe-BFB Bruciatori-Alfa Lum \| + 26 min 22 s \| \| 18e \| Dietrich Thurau \| Allemagne \| Supermercati Brianzoli-Essebi \| + 26 min 27 s \| \| 19e \| Primož Čerin \| république fédérative socialiste de Yougoslavie \| Malvor-Bottecchia \| + 26 min 27 s \| \| 20e \| Silvano Contini \| Italie \| Gis Gelati-Oece \| + 27 min 41 s \| \| 21e \| Tommy Prim \| Suède \| Sammontana-Bianchi \| + 28 min 18 s \| \| 22e \| Hennie Kuiper \| Pays-Bas \| Skala-Skil \| + 29 min 06 s \| \| 23e \| Eddy Schepers \| Belgique \| Carrera-Inoxpran \| + 32 min 48 s \| \| 24e \| Alessandro Pozzi \| Italie \| Gis Gelati-Oece \| + 34 min 24 s \| \| 25e \| Bruno Bulić \| Yougoslavie \| Magniflex-Centroscarpa \| + 35 min 32 s \| |                      |                                                 |                                             |                   |
| |                      |                                                 |                                             |                   |
| |                      |                                                 |                                             |                   |
| Classement général |                      |                                                 |                                             |                   |
| Coureur | Coureur              | Pays                                            | Équipe                                      | Temps             |
| 1er | Roberto Visentini    | Italie                                          | Carrera-Inoxpran                            | 102 h 33 min 55 s |
| 2e | Giuseppe Saronni     | Italie                                          | Del Tongo-Colnago                           | + 1 min 02 s      |
| 3e | Francesco Moser      | Italie                                          | Supermercati Brianzoli-Essebi               | + 2 min 14 s      |
| 4e | Greg LeMond          | États-Unis                                      | La Vie claire-Radar                         | + 2 min 26 s      |
| 5e | Claudio Corti        | Italie                                          | Supermercati Brianzoli-Essebi               | + 4 min 49 s      |
| 6e | Franco Chioccioli    | Italie                                          | Ecoflam-Jollyscarpe-BFB Bruciatori-Alfa Lum | + 6 min 58 s      |
| 7e | Acácio da Silva      | Portugal                                        | Malvor-Bottecchia                           | + 7 min 12 s      |
| 8e | Marco Giovannetti    | Italie                                          | Gis Gelati-Oece                             | + 8 min 03 s      |
| 9e | Niki Rüttimann       | Suisse                                          | La Vie claire-Radar                         | + 9 min 15 s      |
| 10e | Pedro Muñoz          | Espagne                                         | Fagor                                       | + 11 min 58 s     |
| 11e | Alfio Vandi          | Italie                                          | Ariostea-Gres                               | + 12 min 40 s     |
| 12e | Alessandro Paganessi | Italie                                          | Sammontana-Bianchi                          | + 13 min 34 s     |
| 13e | Stefano Colagè       | Italie                                          | Dromedario-Laminox-Fibok                    | + 15 min 21 s     |
| 14e | Eric Van Lancker     | Belgique                                        | Panasonic-Merckx-Agu                        | + 17 min 52 s     |
| 15e | Jesper Worre         | Danemark                                        | Santini-Cierre                              | + 18 min 37 s     |
| 16e | Johan van der Velde  | Pays-Bas                                        | Panasonic-Merckx-Agu                        | + 24 min 03 s     |
| 17e | Michael Wilson       | Australie                                       | Ecoflam-Jollyscarpe-BFB Bruciatori-Alfa Lum | + 26 min 22 s     |
| 18e | Dietrich Thurau      | Allemagne                                       | Supermercati Brianzoli-Essebi               | + 26 min 27 s     |
| 19e | Primož Čerin         | république fédérative socialiste de Yougoslavie | Malvor-Bottecchia                           | + 26 min 27 s     |
| 20e | Silvano Contini      | Italie                                          | Gis Gelati-Oece                             | + 27 min 41 s     |
| 21e | Tommy Prim           | Suède                                           | Sammontana-Bianchi                          | + 28 min 18 s     |
| 22e | Hennie Kuiper        | Pays-Bas                                        | Skala-Skil                                  | + 29 min 06 s     |
| 23e | Eddy Schepers        | Belgique                                        | Carrera-Inoxpran                            | + 32 min 48 s     |
| 24e | Alessandro Pozzi     | Italie                                          | Gis Gelati-Oece                             | + 34 min 24 s     |
| 25e | Bruno Bulić          | Yougoslavie                                     | Magniflex-Centroscarpa                      | + 35 min 32 s     |

### Classements annexes finals
| Classement par points | Classement par points | Classement par points | Classement par points    | Classement par points |
| Coureur               | Coureur               | Pays                  | Équipe                   | Points                |
| --------------------- | --------------------- | --------------------- | ------------------------ | --------------------- |
| 1er                   | Guido Bontempi        | Italie                | Carrera-Inoxpran         | 167 pts               |
| 2e                    | Johan van der Velde   | Pays-Bas              | Panasonic-Merckx-Agu     | 148 pts               |
| 3e                    | Paolo Rosola          | Italie                | Sammontana-Bianchi       | 115 pts               |
| 4e                    | Stefano Allocchio     | Italie                |                          | 112 pts               |
| 5e                    | Stefano Colagè        | Italie                | Dromedario-Laminox-Fibok | 110 pts               |

| Classement par points | Classement par points | Classement par points | Classement par points    | Classement par points |
| Coureur               | Coureur               | Pays                  | Équipe                   | Points                |
| --------------------- | --------------------- | --------------------- | ------------------------ | --------------------- |
| 1er                   | Guido Bontempi        | Italie                | Carrera-Inoxpran         | 167 pts               |
| 2e                    | Johan van der Velde   | Pays-Bas              | Panasonic-Merckx-Agu     | 148 pts               |
| 3e                    | Paolo Rosola          | Italie                | Sammontana-Bianchi       | 115 pts               |
| 4e                    | Stefano Allocchio     | Italie                |                          | 112 pts               |
| 5e                    | Stefano Colagè        | Italie                | Dromedario-Laminox-Fibok | 110 pts               |

| Classement de la montagne | Classement de la montagne | Classement de la montagne | Classement de la montagne     | Classement de la montagne |
| Coureur                   | Coureur                   | Pays                      | Équipe                        | Points                    |
| ------------------------- | ------------------------- | ------------------------- | ----------------------------- | ------------------------- |
| 1er                       | Pedro Muñoz               | Espagne                   | Fagor                         | 54 pts                    |
| 2e                        | Gianni Bugno              | Italie                    | Atala-Ofmega                  | 35 pts                    |
| 3e                        | Stefano Giuliani          | Italie                    | Supermercati Brianzoli-Essebi | 32 pts                    |
| 4e                        | Roberto Visentini         | Italie                    | Carrera-Inoxpran              | 26 pts                    |
| 5e                        | Renato Piccolo            | Italie                    | Malvor-Bottecchia             | 16 pts                    |

| Classement de la montagne | Classement de la montagne | Classement de la montagne | Classement de la montagne     | Classement de la montagne |
| Coureur                   | Coureur                   | Pays                      | Équipe                        | Points                    |
| ------------------------- | ------------------------- | ------------------------- | ----------------------------- | ------------------------- |
| 1er                       | Pedro Muñoz               | Espagne                   | Fagor                         | 54 pts                    |
| 2e                        | Gianni Bugno              | Italie                    | Atala-Ofmega                  | 35 pts                    |
| 3e                        | Stefano Giuliani          | Italie                    | Supermercati Brianzoli-Essebi | 32 pts                    |
| 4e                        | Roberto Visentini         | Italie                    | Carrera-Inoxpran              | 26 pts                    |
| 5e                        | Renato Piccolo            | Italie                    | Malvor-Bottecchia             | 16 pts                    |

| Classement du meilleur jeune | Classement du meilleur jeune | Classement du meilleur jeune                    | Classement du meilleur jeune | Classement du meilleur jeune |
| Coureur                      | Coureur                      | Pays                                            | Équipe                       | Temps                        |
| ---------------------------- | ---------------------------- | ----------------------------------------------- | ---------------------------- | ---------------------------- |
| 1er                          | Marco Giovannetti            | Italie                                          | Gis Gelati-Oece              | 102 h 41 min 58 s            |
| 2e                           | Stefano Colagè               | Italie                                          | Dromedario-Laminox-Fibok     | + 7 min 58 s                 |
| 3e                           | Primož Čerin                 | république fédérative socialiste de Yougoslavie | Malvor-Bottecchia            | + 18 min 31 s                |
| 4e                           | Bruno Bulić                  | Yougoslavie                                     | Magniflex-Centroscarpa       | + 35 min 32 s                |
| 5e                           | Maurizio Conti               | Italie                                          |                              | + 55 min 16 s                |

| Classement du meilleur jeune | Classement du meilleur jeune | Classement du meilleur jeune                    | Classement du meilleur jeune | Classement du meilleur jeune |
| Coureur                      | Coureur                      | Pays                                            | Équipe                       | Temps                        |
| ---------------------------- | ---------------------------- | ----------------------------------------------- | ---------------------------- | ---------------------------- |
| 1er                          | Marco Giovannetti            | Italie                                          | Gis Gelati-Oece              | 102 h 41 min 58 s            |
| 2e                           | Stefano Colagè               | Italie                                          | Dromedario-Laminox-Fibok     | + 7 min 58 s                 |
| 3e                           | Primož Čerin                 | république fédérative socialiste de Yougoslavie | Malvor-Bottecchia            | + 18 min 31 s                |
| 4e                           | Bruno Bulić                  | Yougoslavie                                     | Magniflex-Centroscarpa       | + 35 min 32 s                |
| 5e                           | Maurizio Conti               | Italie                                          |                              | + 55 min 16 s                |

| Classement du combiné | Classement du combiné | Classement du combiné | Classement du combiné | Classement du combiné |
| Coureur               | Coureur               | Pays                  | Équipe                | Points                |
| --------------------- | --------------------- | --------------------- | --------------------- | --------------------- |
| 1er                   | Guido Bontempi        | Italie                | Carrera-Inoxpran      | 52 pts                |
| 2e                    | Pedro Muñoz           | Espagne               | Fagor                 | 38 pts                |
| 3e                    | Eric Vanderaerden     | Belgique              | Panasonic-Merckx-Agu  | 30 pts                |
| 4e                    | Roberto Visentini     | Italie                | Carrera-Inoxpran      | 26 pts                |
| 5e                    | Acácio da Silva       | Portugal              | Malvor-Bottecchia     | 25 pts                |

| Classement du combiné | Classement du combiné | Classement du combiné | Classement du combiné | Classement du combiné |
| Coureur               | Coureur               | Pays                  | Équipe                | Points                |
| --------------------- | --------------------- | --------------------- | --------------------- | --------------------- |
| 1er                   | Guido Bontempi        | Italie                | Carrera-Inoxpran      | 52 pts                |
| 2e                    | Pedro Muñoz           | Espagne               | Fagor                 | 38 pts                |
| 3e                    | Eric Vanderaerden     | Belgique              | Panasonic-Merckx-Agu  | 30 pts                |
| 4e                    | Roberto Visentini     | Italie                | Carrera-Inoxpran      | 26 pts                |
| 5e                    | Acácio da Silva       | Portugal              | Malvor-Bottecchia     | 25 pts                |

#### Classement par équipes au temps
| Classement par équipes | Classement par équipes        | Classement par équipes | Classement par équipes |
| Équipe                 | Équipe                        | Pays                   | Temps                  |
| ---------------------- | ----------------------------- | ---------------------- | ---------------------- |
| 1re                    | Supermercati Brianzoli-Essebi | Italie                 | 305 h 33 min 43 s      |
| 2e                     | Carrera-Inoxpran              | Italie                 | + 22 min 47 s          |
| 3e                     | La Vie claire-Radar           | France                 | + 24 min 06 s          |

## Liste des coureurs
| Atala-Ofmega                   | Atala-Ofmega                   | Atala-Ofmega                   | Gemeaz Cusin-Cilo-Aufina    | Gemeaz Cusin-Cilo-Aufina    | Gemeaz Cusin-Cilo-Aufina    | Sammontana-Bianchi              | Sammontana-Bianchi              | Sammontana-Bianchi              |
| ------------------------------ | ------------------------------ | ------------------------------ | --------------------------- | --------------------------- | --------------------------- | ------------------------------- | ------------------------------- | ------------------------------- |
| 1                              | Gianni Bugno                   | 41º                            | 71                          | Gody Schmutz                | 57º                         | 141                             | Tullio Bertacco                 | 42º                             |
| 2                              | Salvatore Cavallaro            | 109º                           | 72                          | Jean-Marie Grezet           | R 6ª                        | 142                             | Tullio Cortinovis               | 88º                             |
| 3                              | Per Christiansson              | NP 3ª                          | 73                          | Heinz Imboden               | 61º                         | 143                             | Dario Mariuzzo                  | 105º                            |
| 4                              | Urs Freuler                    | 126º                           | 74                          | Rocco Cattaneo              | 30º                         | 144                             | Alessandro Paganessi            | 12º                             |
| 5                              | Pierino Gavazzi                | 106º                           | 75                          | Serge Demierre              | 101º                        | 145                             | Valerio Piva                    | 59º                             |
| 6                              | Dante Morandi                  | 140º                           | 76                          | Tony Rominger               | 97º                         | 146                             | Tommy Prim                      | 21º                             |
| 7                              | Ezio Moroni                    | 69º                            | 77                          | Daniel Gisiger              | 102º                        | 147                             | Giovanni Renosto                | 108º                            |
| 8                              | Mario Noris                    | 87º                            | 78                          | Jürg Bruggmann              | 131º                        | 148                             | Paolo Rosola                    | 117º                            |
| 9                              | Emilio Ravasio                 | NP 2ª                          | 79                          | Marco Vitali                | 37º                         | 149                             | Alberto Volpi                   | R 16ª                           |
| Bruciatori Ecoflam-Jollyscarpe | Bruciatori Ecoflam-Jollyscarpe | Bruciatori Ecoflam-Jollyscarpe | Gis Gelati-Oece             | Gis Gelati-Oece             | Gis Gelati-Oece             | Santini-Cierre-Conti            | Santini-Cierre-Conti            | Santini-Cierre-Conti            |
| 11                             | Marino Amadori                 | 53º                            | 81                          | Adriano Baffi               | 141º                        | 151                             | Jesper Worre                    | 15º                             |
| 12                             | Daniele Caroli                 | R 21ª                          | 82                          | Silvano Contini             | 20º                         | 152                             | Steen-Michael Petersen          | R 21ª                           |
| 13                             | Franco Chioccioli              | 6º                             | 83                          | Marco Giovannetti           | 8º                          | 153                             | Neil Stephens                   | 78º                             |
| 14                             | Roberto Gaggioli               | 127º                           | 84                          | Palmiro Masciarelli         | 46º                         | 154                             | Maurizio Conti                  | 28º                             |
| 15                             | Orlando Maini                  | 110º                           | 85                          | Giuseppe Petito             | 84º                         | 155                             | Elio Festa                      | 77º                             |
| 16                             | Filippo Piersanti              | 100º                           | 86                          | Alessandro Pozzi            | 24º                         | 156                             | Fabrizio Vannucci               | 36º                             |
| 17                             | Romano Randi                   | 64º                            | 87                          | Marino Polini               | 86º                         | 157                             | Benedetto Patellaro             | R 21ª                           |
| 18                             | Maurizio Rossi                 | 73º                            | 88                          | Ennio Salvador              | 33º                         | 158                             | Patrizio Gambirasio             | 137º                            |
| 19                             | Michael Wilson                 | 17º                            | 89                          | Ennio Vanotti               | 26º                         | 159                             | Mauro Angelucci                 | 103º                            |
| Carrera-Vagabond               | Carrera-Vagabond               | Carrera-Vagabond               | La Vie Claire-Wonder-Radar  | La Vie Claire-Wonder-Radar  | La Vie Claire-Wonder-Radar  | Skala-Skil                      | Skala-Skil                      | Skala-Skil                      |
| 21                             | Stephen Roche                  | R 21ª                          | 91                          | Greg LeMond                 | 4º                          | 161                             | Hennie Kuiper                   | 22º                             |
| 22                             | Roberto Visentini              | 1º                             | 92                          | Steve Bauer                 | 45º                         | 162                             | Fons De Wolf                    | 38º                             |
| 23                             | Guido Bontempi                 | 99º                            | 93                          | Charly Bérard               | NP 2ª                       | 163                             | Jean-Paul van Poppel            | 125º                            |
| 24                             | Bruno Leali                    | 58º                            | 94                          | Kim Eriksen                 | 119º                        | 164                             | Nico Verhoeven                  | 130º                            |
| 25                             | Davide Cassani                 | 35º                            | 95                          | Frédéric Garnier            | 98º                         | 165                             | Adri van Houwelingen            | 93º                             |
| 26                             | Eddy Schepers                  | 23º                            | 96                          | Roy Knickman                | 72º                         | 166                             | Gert Jakobs                     | 111º                            |
| 27                             | Jørgen Vagn Pedersen           | 44º                            | 97                          | Niki Rüttimann              | 9º                          | 167                             | Jean Habets                     | 62º                             |
| 28                             | Fabio Bordonali                | 90º                            | 98                          | Alain Vigneron              | 51º                         | 168                             | Jacques van der Poel            | 118º                            |
| 29                             | Massimo Ghirotto               | 29º                            | 99                          | Christian Jourdan           | 49º                         | 169                             | Jacques van Meer                | R 10ª                           |
| Ceramiche Ariostea-Gres        | Ceramiche Ariostea-Gres        | Ceramiche Ariostea-Gres        | Magniflex-Centroscarpa      | Magniflex-Centroscarpa      | Magniflex-Centroscarpa      | Supermercati Brianzoli-Essebi   | Supermercati Brianzoli-Essebi   | Supermercati Brianzoli-Essebi   |
| 31                             | Domenico Cavallo               | 113º                           | 101                         | Daniele Asti                | 143º                        | 171                             | Francesco Moser                 | 3º                              |
| 32                             | Piero Ghibaudo                 | R 4ª                           | 102                         | Bruno Bulić                 | 25º                         | 172                             | Gianbattista Baronchelli        | NP 17ª                          |
| 33                             | Kjell Nilsson                  | 67º                            | 103                         | Bruno Cenghialta            | 54º                         | 173                             | Claudio Corti                   | 5º                              |
| 34                             | Dag Erik Pedersen              | 81º                            | 104                         | Flavio Chesini              | 128º                        | 174                             | Dietrich Thurau                 | 18º                             |
| 35                             | Luca Rota                      | NP 20ª                         | 105                         | Cesare Cipollini            | 107º                        | 175                             | Gerhard Zadrobilek              | 55º                             |
| 36                             | Sergio Santimaria              | 60º                            | 106                         | Enrico Galleschi            | R 1ª                        | 176                             | Giovanni Bottoia                | 123º                            |
| 37                             | Patrick Serra                  | 82º                            | 107                         | Alessandro Giannelli        | R 19ª                       | 177                             | Antonio Bevilacqua              | 52º                             |
| 38                             | Maurizio Vandelli              | R 21ª                          | 108                         | Enrico Grimani              | 120º                        | 178                             | Stefano Giuliani                | 66º                             |
| 39                             | Alfio Vandi                    | 11º                            | 109                         | Mauro Antonio Santaromita   | 134º                        | 179                             | Gianni Zola                     | 91º                             |
| Del Tongo-Colnago              | Del Tongo-Colnago              | Del Tongo-Colnago              | Malvor-Bottecchia-Vaporella | Malvor-Bottecchia-Vaporella | Malvor-Bottecchia-Vaporella | Vini Ricordi-Pinarello-Sidermec | Vini Ricordi-Pinarello-Sidermec | Vini Ricordi-Pinarello-Sidermec |
| 41                             | Giuseppe Saronni               | 2º                             | 111                         | Stefano Allocchio           | 132º                        | 181                             | Emanuele Bombini                | R 21ª                           |
| 42                             | Flavio Giupponi                | 43º                            | 112                         | Mario Beccia                | 31º                         | 182                             | Federico Ghiotto                | 122º                            |
| 43                             | Francesco Cesarini             | 76º                            | 113                         | Pierangelo Bincoletto       | 75º                         | 183                             | Johan Lammerts                  | 70º                             |
| 44                             | Lech Piasecki                  | 65º                            | 114                         | Mauro Longo                 | 94º                         | 184                             | Riccardo Magrini                | R 19ª                           |
| 45                             | Maurizio Piovani               | 85º                            | 115                         | Roberto Pagnin              | 80º                         | 185                             | Giovanni Mantovani              | 115º                            |
| 46                             | Luciano Loro                   | 32º                            | 116                         | Renato Piccolo              | 40º                         | 186                             | Juri Stefano Naldi              | 135º                            |
| 47                             | Czesław Lang                   | 68º                            | 117                         | Stefano Zanatta             | 139º                        | 187                             | Luciano Rabottini               | 56º                             |
| 48                             | Roberto Ceruti                 | 48º                            | 118                         | Primoz Cerin                | 19º                         | 188                             | Claudio Savini                  | 34º                             |
| 49                             | Silvestro Milani               | 133º                           | 119                         | Acacio da Silva             | 7º                          | 189                             | Jens Veggerby                   | 27º                             |
| Dromedario-Laminox-Fibok       | Dromedario-Laminox-Fibok       | Dromedario-Laminox-Fibok       | Murella-Fanini              | Murella-Fanini              | Murella-Fanini              |                                 |                                 |                                 |
| 51                             | Silvano Ricco                  | 95º                            | 121                         | Stefano Bizzoni             | 63º                         |                                 |                                 |                                 |
| 52                             | Stefano Colagè                 | 13º                            | 122                         | Gregor Braun                | R 11ª                       |                                 |                                 |                                 |
| 53                             | Marco Franceschini             | 74º                            | 123                         | Daniele Del Ben             | 83º                         |                                 |                                 |                                 |
| 54                             | Enrico Pochini                 | 39º                            | 124                         | Walter Delle Case           | 142º                        |                                 |                                 |                                 |
| 55                             | Claudio Vandelli               | R 6ª                           | 125                         | Giuseppe Franzoni           | R 6ª                        |                                 |                                 |                                 |
| 56                             | Giuseppe Montella              | 138º                           | 126                         | Raniero Gradi               | NP 16ª                      |                                 |                                 |                                 |
| 57                             | Giancarlo Montedori            | 121º                           | 127                         | Fabio Patuelli              | 89º                         |                                 |                                 |                                 |
| 58                             | Fausto Terreni                 | 92º                            | 128                         | Rolf Sørensen               | NP 12ª                      |                                 |                                 |                                 |
| 59                             | Giuseppe Faraca                | 104º                           | 129                         | Marco Tabai                 | 112º                        |                                 |                                 |                                 |
| Fagor                          | Fagor                          | Fagor                          | Panasonic                   | Panasonic                   | Panasonic                   |                                 |                                 |                                 |
| 61                             | Martín Ramírez                 | NP 12ª                         | 131                         | Erik Breukink               | 71º                         |                                 |                                 |                                 |
| 62                             | Argemiro Bohórquez             | NP 12ª                         | 132                         | Ludo De Keulenaer           | 129º                        |                                 |                                 |                                 |
| 63                             | Pedro Muñoz                    | 10º                            | 133                         | Eric Van Lancker            | 14º                         |                                 |                                 |                                 |
| 64                             | Frank Hoste                    | 136º                           | 134                         | Henk Lubberding             | 96º                         |                                 |                                 |                                 |
| 65                             | Jean-René Bernaudeau           | 50º                            | 135                         | Alan Peiper                 | 116º                        |                                 |                                 |                                 |
| 66                             | Pol Verschuere                 | R 22ª                          | 136                         | Ludo Giesberts              | R 2ª                        |                                 |                                 |                                 |
| 67                             | Christian Chaubet              | R 16ª                          | 137                         | Eric Vanderaerden           | 124º                        |                                 |                                 |                                 |
| 68                             | Henri Abadie                   | 114º                           | 138                         | Johan van der Velde         | 16º                         |                                 |                                 |                                 |
| 69                             | Martin Earley                  | 47º                            | 139                         | Teun van Vliet              | 79º                         |                                 |                                 |                                 |